# Айлънд Сити
Айлънд Сити (на английски: Island City) е град в окръг Юниън, щата Орегон, САЩ. Айлънд Сити е с население от 916 жители (2000) и обща площ от 2,3 km². Намира се на 836,1 m надморска височина. ЗИП кодът му е 97850, а телефонният му код е 541.